# ميجدوريتشينسك
ميجدوريتشينسك (بالروسية: Междуреченск) هي إحدى مدن روسيا في مقاطعة كيمروفسكايا.

## أعلام
- أنطون كوروبوف
- بيفل سميرنوف
- دي جي باشا